# Александровка (Земетчинський район)
Алекса́ндровка (рос. Александровка) — присілок у складі Земетчинського району Пензенської області, Росія.
Населення — 1 особа (2010; 1 у 2002).
Національний склад станом на 2002 рік:
- росіяни — 100 %